# Polsat 2
Polsat 2 – kanał ogólnotematyczny Telewizji Polsat, uruchomiony 1 marca 1997 roku.

## Historia
Rozwój Polsatu oraz niewykorzystana koncesja na nadawanie satelitarne spowodowały podjęcie decyzji o uruchomieniu nowego, wyłącznie satelitarnego kanału telewizyjnego. Kanał zainaugurował 1 marca 1997 roku jako kanał filmowy. Przez pierwszy miesiąc nadawania na antenie stacji pojawiały się wyłącznie filmy, początkowo nadawane w ramach „Festiwalu Filmowego Otwarcia”. Przez dłuższy czas w prawym dolnym rogu ekranu widniał napis „test”.
1 kwietnia 2000 roku Polsat 2 został zastąpiony przez TV4, lecz marka tej stacji nie zniknęła. Pojawiła się ona w całkiem odświeżonej formie jako Polsat 2 Info. Było to połączenie kanału informacyjnego z dokumentalnym, który w kilka miesięcy po starcie został oskarżony o łamanie praw autorskich, nie uiszczając opłat za emisję niektórych zagranicznych seriali dokumentalnych.
Od stycznia 2002 roku do 18 grudnia 2015 roku Polsat 2 nadawał program w wersji International dla Polonii za granicą, pozostając dostępnym również w Polsce. Emitowano audycje powtórkowe z anten Polsatu, TV4, Polsatu Zdrowie i Uroda, a także Polsatu Sport, skierowane do widzów na zachodzie Europy, a także w USA, Kanadzie, Ameryce Łacińskiej i Australii. Program nadawany w nocy czasu polskiego skierowany był głównie do Polaków mieszkających na kontynencie amerykańskim. Godziny nadawania programów podawane były dla strefy czasowej UTC-5 (Waszyngton) oraz pojawiały się bloki reklamowe skierowane do Polaków mieszkających za granicą. Emitowana była także specjalna audycja skierowana do amerykańskiej Polonii.
4 października 2007 roku zmieniło się logo i oprawa graficzna stacji. Nowy logotyp Polsatu 2 przypomina logo anteny głównej Polsatu, a z jego nazwy usunięto dopisek „International”. Zwiększona została także liczba bloków reklamowych. Bloki reklamowe przeznaczone dla Polaków mieszkających na kontynencie amerykańskim emitowane były w nocy czasu polskiego.
18 października 2008 roku stacja została zakodowana w systemie Nagravision na potrzeby platformy cyfrowej Cyfrowy Polsat (Obecnie Polsat Box).1 stycznia 2010 roku stacja została wyłączona z oferty programowej Telewizji Vectra z powodu nieprzedłużenia umowy. 1 września 2010 roku powróciła do Cyfry+ (pozycja kanałowa to 11). 1 stycznia 2011 roku powróciła do Multimedii Polska (pozycja kanałowa to 18). 5 maja 2011 powróciła do n (pozycja kanałowa to 10). Stacja zaczęła nadawać powtórki programów z anten Polsatu i kanałów Telewizji Polsat.
1 października 2015 roku stacja rozpoczęła nadawanie w jakości HDTV.
18 grudnia 2015 roku Polsat 2 został zastąpiony za granicą przez Polsat 1, a Polsat 2 pozostał dostępny dla widzów w Polsce. Od 4 listopada 2016 roku stacja telewizyjna Polsat 2 emituje w weekendy polskie i zagraniczne pasmo filmowe. Od 28 października 2016 roku stacja jest dostępna w przekazie satelitarnym tylko w jakości HDTV.
6 kwietnia 2020 roku Polsat 2 zmienił swój logotyp oraz oprawę graficzną wraz z sąsiednimi kanałami Polsatu.
30 sierpnia 2021 roku Polsat 2 ponownie zmienił logotyp i zarazem oprawę graficzną wraz z sąsiednimi kanałami Polsatu.
Od 2 września 2024 do 18 kwietnia 2025 w Polsacie 2 był emitowany serial amerykański pt. Kości zamiast powtórki Wydarzeń o 20:05.

## Programy emitowane przez Polsat2
W skład ramówki stacji wchodzą pozycje powtórkowe z głównej anteny Polsatu oraz niekiedy innych stacji należących do grupy Polsat. Wśród nich znajdują się zarówno polskie produkcje, jak i światowe produkcje: programy informacyjne i publicystyczne, polskie i światowe seriale; okazjonalnie wydarzenia lub magazyny sportowe; programy kulinarne; programy typu talk-show; typu reality show; typu talent show; teleturnieje; programy typu Call TV; powtórkowe oraz niezależne magazyny muzyczne; widowska kabaretowe oraz audycje stanowiące montaż fragmentów różnych kabaretonów, w tym jubileusze Polsatu oraz magazyny sportowe, w tym także produkcje własne i rodzime.

## Programy własne stacji

### Magazyny telewizyjne
- Oblicza Ameryki (2004–2016)
- Kalejdoskop tygodnia (2004-2007)

### Magazyny muzyczne
- Afficionado (1997–2000)
- Piosenka na życzenie (1998–2000, emisja także w Polsacie, dalsza emisja premierowych odcinków jedynie w Polsacie)
- Szczęśliwa 8 (2002–2004, wcześniej w Naszej TV)
- Muzyczne rozmaitości (2002-2007, wcześniej w TV Centrum)
- Soundtrack (1999)
- Muzyczna pocztówka (2007-2008)
- DJ Party (2005-2006)

### Teleturnieje
- Kuźnia „Szczęście” (1999–2000)
- Rusz głową (2010)
- Tajemnice losu (2010, dalsza emisja teleturnieju jedynie w Polsacie)
- Wygraj teraz (2008–2009)

### Seriale telewizyjne
- 48h. Zaginieni (od 2022, wcześniej w Nowej TV)
- Nieprawdopodobne, a jednak (od 2025, wcześniej w Polsacie)
- Tango z aniołem (2008, wcześniej w Polsacie)

- Zdrady (od 2025, wcześniej w Polsacie i Polsat Café)

## Parametry techniczne
| Satelita                   | Tp.              | Częstotliwość                | Lata emisji                                     |
| emisja analogowa           | emisja analogowa | emisja analogowa             | emisja analogowa                                |
| -------------------------- | ---------------- | ---------------------------- | ----------------------------------------------- |
| Hotbird 1                  | 7                | 11,345 PAL                   | 1.03.1997 - 31.03.2000 / 1.02.2002 - 31.10.2002 |
| emisja cyfrowa (wersja SD) |                  |                              |                                                 |
| Hot Bird 13C               | 132              | 11,158 DVB-S QPSK 27500 3/4  | do 1.10.2015                                    |
| Hot Bird 13C               | 132              | 11,158 DVB-S2 8PSK 27500 3/4 | od 1.10.2015                                    |
| emisja cyfrowa (wersja HD) |                  |                              |                                                 |
| Hot Bird 13C               | 132              | 11,158 DVB-S2 8PSK 27500 3/4 | od 1.10.2015                                    |

## Logo
| Data wprowadzenia   | Opis | Ilustracja |
| ------------------- | --- | ---------- |
| 1 marca 1997        | Duża niebieska cyfra 2, na środku cyfry złoty napis Polsat. Do sierpnia 1998 logo na ekranie było większe. Od 1 kwietnia 2000 logo było mniejsze, obok loga był żółty napis „info”. |            |
| 2 stycznia 2002     | Żółty napis Polsat 2 w łuku. W tym cyfra 2 jest w kółeczku. Na ekranie tylko sam napis. |            |
| 4 października 2007 | Biała cyfra 2 stylizowana na znak @, która znajduje się w pomarańczowym prostokącie. Poniżej napis Polsat w czerwonym prostokącie. Na ekranie logo półprzeźroczyste. Od 31 sierpnia 2015 wprowadzono belkę TERAZ, ZA CHWILĘ i NASTĘPNIE, zarówno po reklamach, jak i pod koniec danej pozycji. Pod logotypie był napis "na żywo" i "powtórka". |            |
| 6 kwietnia 2020     | W pomarańczowym prostokącie wydrążona w białym kole cyfra dwa. Pod spodem napis Polsat w czerwonym prostokącie. Na ekranie logo półprzeźroczyste. Logo ujednolicone z Polsat 1. Pod logiem ekranowym był napis "na żywo" i "powtórka". |            |
| 30 sierpnia 2021    | Żółto-złote paski (choć drugi od góry jasnozielony) tworzące kulę, pod nią żółty napis „polsat 2”. Pod logotypem ekranowym jest "na żywo" ,"premiera" i " powtórka" |            |

## Polsat 2 HD
Polsat 2 HD rozpoczął emisję 1 października 2015 roku wraz z trzema innymi kanałami (Polsat Play HD, Polsat Cafe HD, TV4 HD). Polsat 2 HD był odtworzeniem Polsat 2 w czasie rzeczywistym, lecz od 28 października 2016 roku Polsat nie nadaje wersji SD kanału.